# Adam Zagórski (lekarz)
Adam Zagórski herbu Ostoja (ur. 1841 w Starej Wsi, zm. 15 listopada 1929 w Rzeszowie) – powstaniec styczniowy, lekarz, urzędnik.

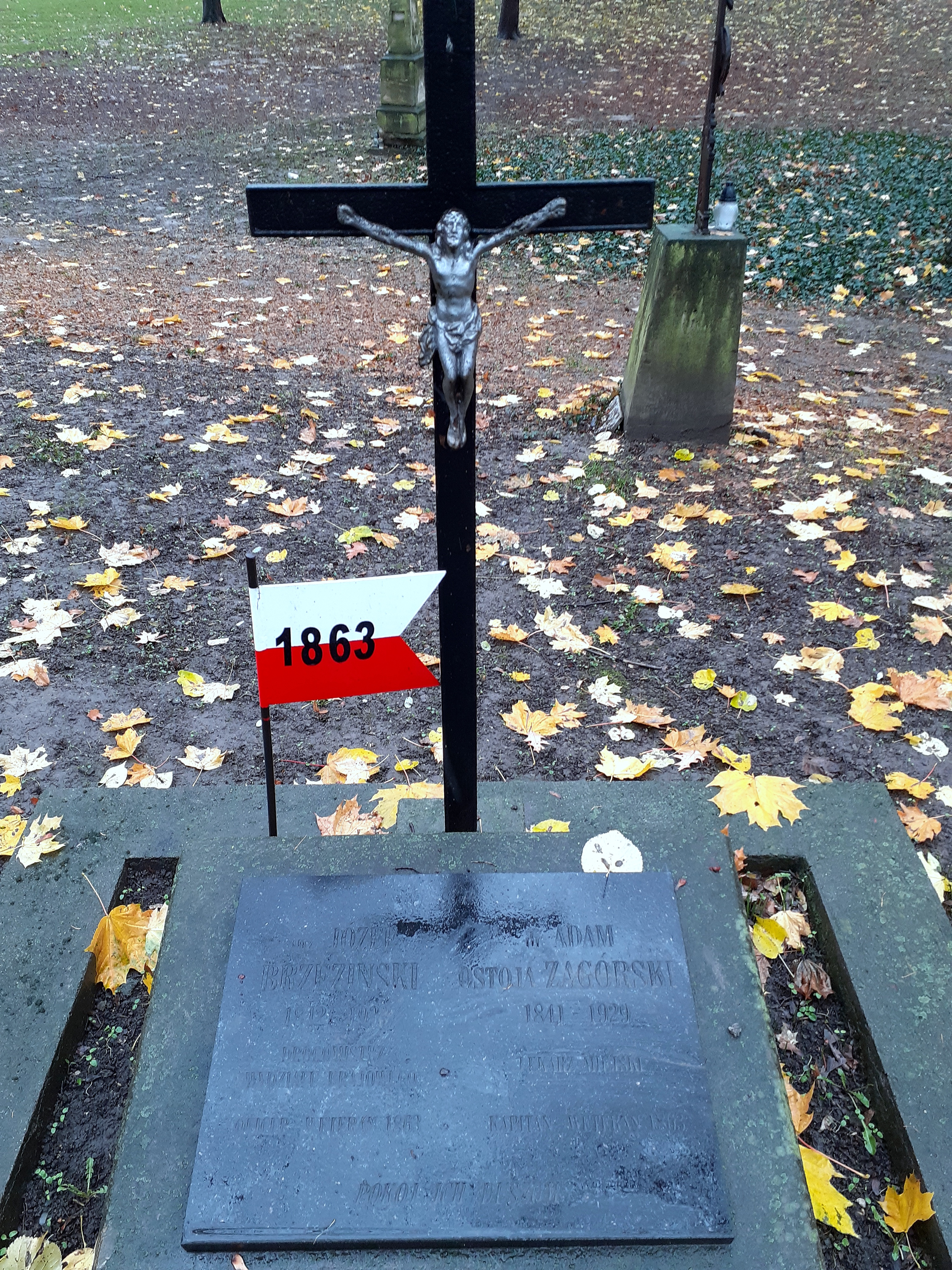
Grobowiec Adama Zagórskiego i Józefa Brzezińskiego

## Życiorys
Urodził się w 1841 w Starej Wsi. Pochodził z Lubelszczyzny. Przed 1863 był słuchaczem Szkoły Głównej w Warszawie.
Brał udział w powstaniu styczniowym w 1863. Służył w sztabie województwa lubelskiego i podlaskiego pod komendą Józefa Śmiechowskiego, Mariana Langiewicza, Antoniego Jeziorańskiego, Aleksandra Waligórskiego. Brał udział w walkach pod Grojcem, Rawą, Lubochnią, Małogoszczą, Pieskową Skałą, Skałą, Sosnówką, Chrzobrzą, Grochowiskami, Igołomią, Kobylanką, Hutą Krzeszowską i Borowem. Dwukrotnie był ranny. Dosłużył stopnia kapitana. Jego losy opisał płk Jan Stella-Sawicki w publikacji pt. Ludzie i wypadki z 1861-1865 r. Obrazki z powstania. Cz. 2 (1894). Po upadku powstania był więziony przez władze austriackie
Po odzyskaniu wolności ukończył studia medyczne na Uniwersytecie w Bazylei. Uzyskał stopień doktora. Osiadł w Rzeszowie. Przez pół wieku sprawował tam stanowisko lekarza miejskiego. Ponadto pracował w tamtejszym szpitalu w dziale okulistyki. Był członkiem Sodalicji Mariańskiej.
Po odzyskaniu przez Polskę niepodległości w latach 20. II Rzeczypospolitej pozostawał w stopniu kapitana w gronie oficerów-weteranów powstania styczniowego i był odznaczony Orderem Virtuti Militari.
Zmarł 15 listopada 1929 w Rzeszowie w wieku 88 lat. Pogrzeb odbył się 17 listopada 1929, gdy odprawiono mszę żałobną w kościele Garnizonowym w Rzeszowie, zaś w uroczystościach uczestniczyło wojsko: kompania i orkiestra 17 pułku piechoty oraz laweta działowa 17 pułku artylerii polowej. Został pochowany na Starym Cmentarzu w Rzeszowie w miejscu przeznaczonym dla niego obok pomnika powstańców z 1863. W tym miejscu kilka lat potem spoczął inny weteran z 1863, inż. Józef Brzeziński (1842-1933).